# Władysław Noskowski (1841–1881)
Władysław Noskowski (ur. w 1841 w Warszawie, zm. 9 października 1881 we Lwowie) – polski przyrodnik, agronom, dziennikarz, literat, krytyk muzyczny, tłumacz, autor publikacji na temat lnu. 

## Życiorys
Syn Józefa Łady-Noskowskiego, rejenta i pisarza aktowego oraz Amelii z domu Salisch. Miał braci Jana (1832–1881), wydawcę i Zygmunta (1846–1909), kompozytora.
Ukończył gimnazjum realne w Warszawie oraz studia w Szkole Politechnicznej w Zurychu. W 1869 Galicyjskie Towarzystwo Gospodarskie (GTG) wysłało go w podróż naukową Belgii, z której wrócił w 1870. Zaowocowała ona publikacjami Kultura lnu w Belgii (1871) oraz Podręcznik uprawy lnu i wyprawy włókna lnianego (1872), za które GTG przyznało mu nagrodę. W latach 1871–1872 wykładał chemię w Szkole Rolniczej w Dublanach. Udzielał także lekcji muzyki, publikował recenzje muzyczne, tworzył libretta operowe (m.in. do Konrada Wallenroda Władysława Żeleńskiego), okazjonalnie także koncertował.
Jako dziennikarz i literat publikował m.in. w „Kronice Rodzinnej”, „Nowinach”, „Tygodniku Illustrowanym”, „Echu”, „Kolcach” oraz wydawanych przez jego brata Jana „Wieku”, „Kalendarzu Domowym dla Wsi i Miast”, „Ognisku Domowym”. Pisał satyryczne wiersze, opowiadania humorystyczne (np. „Wyprawa do Miłokarpia”) i felietony, nieraz o tematyce społecznej. Jako tłumacz przełożył m.in. wykłady Alexandre'a Ysabeau, „Bajki” Jeana de La Fontaine, rozprawy Friedricha Ratzela czy Herberta Spencera. Posługiwał się psuedonomiami: Ego, Jerzy Prawdzic, Major, Nostradamus, Włodzimierz Łada.
Z żoną Anielą z Komarnickich miał syna Witolda Noskowskiego oraz córki: Janinę (po mężu Jarzymowską, zm. 1955) oraz Anielę (po mężu Starzewską, 1881–1977), właścicielkę popularnej w Krakowie wypożyczalni książek.
Został pochowany na Cmentarzu Łyczakowskim we Lwowie.